# Väster-Skinnsjön
Väster-Skinnsjön är en sjö i Ånge kommun i Medelpad och ingår i Ljungans huvudavrinningsområde. Sjön har en area på 0,489 kvadratkilometer och ligger 261,2 meter över havet.